# Habitatge al carrer Sant Francesc, 53 (Vic)
L'Habitatge al carrer Sant Francesc, 53 és una obra de Vic (Osona) inclosa a l'Inventari del Patrimoni Arquitectònic de Catalunya.

## Descripció
Edifici civil de planta quadrada que fa xamfrà amb el pati de l'església del Roser. Consta de planta baixa i dos pisos. Les dues façanes visibles són simètriques. A la façana que dona al carrer hi ha un portal d'arc rebaixat i una font decorada amb un emmarcament triangular. A la resta de l'edifici es distribueixen grups de tres finestres a cada nivell, obertures que són emmarcades per totxo vermell. A la part del carrer el carener és paral·lel a la façana, però el capcer de l'altra façana i baranes decorades a les obertures del segon pis.
L'estat de conservació és mitjà.

## Història
Com la resta d'edificis del carrer deu ser producte de la mateixa evolució que consistiria en una transformació barroca i amb una reforma feta a finals del segle xix o XX, que sap si no es feu, per la proximitat i característiques, en època contemporània a l'església del Roser al 1848.
Es troba a l'antic carrer del raval de Sant Francesc, que comunicava la ciutat amb el camí de Barcelona. Al segle xiii, a instàncies de Jaume I, es traslladà aquesta via al c/Sant Pere. L'extrem del carrer fou clausura del morbo i baluard defensiu. Pocs anys després de la construcció de l'església del Roser, l'any 1863, hi hagué un important aiguat que motivà grans destrosses al carrer. Aquest sector de la ciutat va créixer a partir de mitjans de segle XX i encara està en expansió.